# Moumouni Dagano
Beli Moumouni Dagano (ur. 1 stycznia 1981 w Wagadugu) – piłkarz, występuje na pozycji napastnika.

## Kariera
Karierę zaczynał w klubie z Wybrzeża Kości Słoniowej, Stella Club d’Adjamé. Następnie grał w klubach z Burkiny Faso, JC Bobo Dioulasso i Etoile Filante Wagadugu.
W sezonie 2000/2001 wypatrzyli go działacze belgijskiego Germinalu Beerschot i piłkarz zmienił barwy klubowe. Zaliczył w tym klubie 25 występów i 9 bramek, co zwróciło uwagę działaczy KRC Genk i właśnie tam przeniósł się Dagano. Szybko wywalczył sobie miejsce w podstawowym składzie i był najskuteczniejszym snajperem swojego klubu. W pierwszym sezonie 20 razy trafił do siatki, jednak nie wystarczyło to, by wyprzedzić Wesleya Soncka, który zgromadził 30 bramek. Piłkarze Genk zakończyli sezon na pierwszym miejscu, a Dagano miał znaczący udział w zdobyciu mistrzostwa kraju. Sezon 2002/2003 nie był już tak udany. Mimo 15 bramek reprezentanta Burkina Faso, Genk zajął 6. miejsce.
Dagano został wybrany najlepszym afrykańskim piłkarzem Eerste Klasse w 2002 roku. Następnie trafił do En Avant Guingamp. W Ligue 1 debiutował 9 sierpnia, podczas przegranego 0:2 meczu z RC Strasbourg. Natomiast debiutanckiego gola strzelił w spotkaniu przeciwko Olympique Lyon, otwierając wynik spotkania w 33 minucie. Sezon zakończył z 8 trafieniami na koncie, mimo to jego klub spadł do Ligue 2. W przerwie zimowej sezonu 2005/2006 po Dagano zgłosili się działacze FC Sochaux-Montbéliard i piłkarz ponownie trafił do najwyższej klasy rozgrywkowej. W Sochaux grał przez 2 lata.
W 2008 roku Dagano został piłkarzem katarskiego Al-Khor, a w 2010 roku innego klubu z tego kraju, Al-Sailiya. Następnie grał w Al-Khor i Lekhwiya SC, a w 2012 wrócił do Al-Sailiya.
Dagano brał udział w Pucharze Narodów Afryki 2004, podczas którego Burkina Faso nie wyszła z grupy, zdobywając jeden punkt, a także w eliminacjach do Mistrzostw Świata 2006. Podczas turnieju eliminacyjnego pięć razy trafił do siatki. Pierwszą bramkę zaliczył w meczu z Demokratyczną Republiką Konga, drugą w spotkaniu z Ugandą. Trzecie trafienie dało nadzieje na pokonanie Republiki Zielonego Przylądka, czwartym golem Dagano strzelił pierwszą bramkę w meczu z Ghaną i piątą bramką przypieczętował udany rewanż z DR Kongo. Był też powoływany na Puchar Narodów Afryki 2010, Puchar Narodów Afryki 2012 i Puchar Narodów Afryki 2013.

## Kariera w liczbach
| Sezon   | Klub                    | Kraj                     | Flaga                    | Rozgrywki     | Mecze | Bramki |
| ------- | ----------------------- | ------------------------ | ------------------------ | ------------- | ----- | ------ |
| 1997/98 | Stella Club d’Adjamé    | Wybrzeże Kości Słoniowej | Wybrzeże Kości Słoniowej | Ligue 1 MTN   | ?     | ?      |
| 1998/99 | JC Bobo Dioulasso       | Burkina Faso             | Burkina Faso             | Superdivision | ?     | ?      |
| 1999/00 | Étoile Filante Wagadugu | Burkina Faso             | Burkina Faso             | Superdivision | ?     | ?      |
| 2000/01 | Germinal Berschoot      | Belgia                   | Belgia                   | Eerste Klasse | 25    | 9      |
| 2001/02 | RC Genk                 | Belgia                   | Belgia                   | Eerste Klasse | 30    | 20     |
| 2002/03 | RC Genk                 | Belgia                   | Belgia                   | Eerste Klasse | 31    | 15     |
| 2003/04 | EA Guingamp             | Francja                  | Francja                  | Ligue 1       | 31    | 8      |
| 2004/05 | EA Guingamp             | Francja                  | Francja                  | Ligue 2       | 25    | 13     |
| 2005/06 | EA Guingamp             | Francja                  | Francja                  | Ligue 2       | 3     | 0      |
| 2005/06 | FC Sochaux              | Francja                  | Francja                  | Ligue 1       | 32    | 7      |
| 2006/07 | FC Sochaux              | Francja                  | Francja                  | Ligue 1       | 13    | 2      |
| 2007/08 | FC Sochaux              | Francja                  | Francja                  | Ligue 1       | 21    | 0      |
| 2008/09 | Al-Khor                 | Katar                    | Katar                    | Q-League      | 25    | 10     |
| 2009/10 | Al-Khor                 | Katar                    | Katar                    | Q-League      | 19    | 5      |
| 2010/11 | Al-Sailiya              | Katar                    | Katar                    | Q-League      | 22    | 14     |
| 2011/12 | Al-Khor                 | Katar                    | Katar                    | Q-League      | 11    | 9      |
| 2011/12 | Lekhwiya SC             | Katar                    | Katar                    | Q-League      | 6     | 3      |
| 2012/13 | Al-Sailiya              | Katar                    | Katar                    | Q-League      | 19    | 13     |
| 2013/14 | Al-Sailiya              | Katar                    | Katar                    | Q-League      | 24    | 15     |
| 2014/15 | Al-Shamal SC            | Katar                    | Katar                    | Q-League      | 25    | 4      |
| 2015/16 | Qatar SC                | Katar                    | Katar                    | Q-League      | 8     | 0      |